# 1308
1308 је била преступна година.

## Догађаји
- Српско-византијски сукоб (1308)